# José Antonio Alonso Suárez

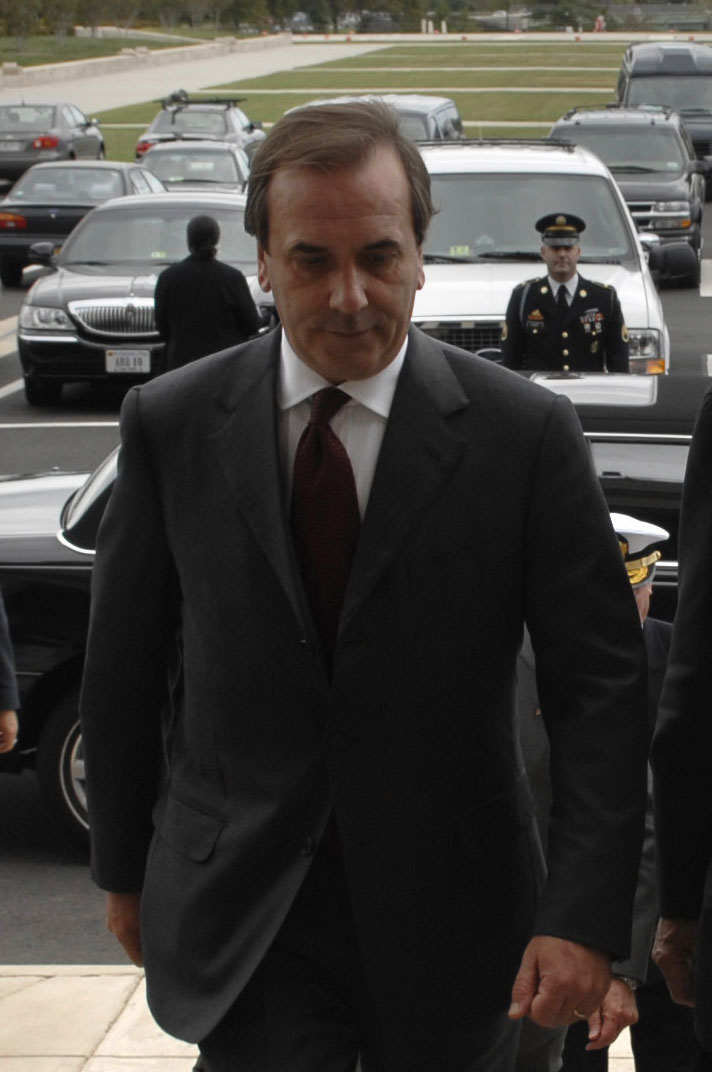
José Antonio Alonso (2006)

José Antonio Alonso Suárez (* 28. März 1960 in León; † 2. Februar 2017) war ein spanischer Politiker. In der Legislaturperiode 2008–2012 war er Fraktionssprecher der sozialistischen PSOE im spanischen Parlament; zuvor war er Innen- und Verteidigungsminister.

## Leben
José Antonio Alonso war ein Jugendfreund des spanischen Ministerpräsidenten José Luis Rodríguez Zapatero, mit dem er zur Schule ging und die Universität besuchte. Er studierte Rechtswissenschaften an der Universität León und wurde 1985 mit nur 25 Jahren zum Richter ernannt. 1989 wurde Alonso Strafrichter in Madrid und wenig später Richter der Audiencia Nacional, des obersten spanischen Strafgerichtshof. Von 1994 bis 1998 war er Sprecher des politisch links orientierten, zweitgrößten spanischen Richterverbandes Jueces para la Democracia („Richter für die Demokratie“).
Bei den spanischen Parlamentswahlen 2004 kandidierte Alonso auf die Aufforderung des damaligen Oppositionschefs Zapatero hin auf der Liste der PSOE für einen Sitz im spanischen Abgeordnetenhaus. Alonso trat jedoch nicht in die Partei ein, da Richter in Spanien formal zu parteipolitischer Neutralität verpflichtet sind.
Nach dem Wahlsieg der Sozialisten wurde Alonso Innenminister im ersten Kabinett Zapatero. Nach dem Rücktritt von Verteidigungsminister José Bono im April 2006 übernahm Alonso jedoch dessen Ressort; neuer Innenminister wurde stattdessen Alfredo Pérez Rubalcaba.
Als Verteidigungsminister war Alonso nach dem Libanonkrieg 2006 verantwortlich für die Entsendung spanischer Truppen in dieses Land, die nach Italien und Frankreich eines der größten Kontingente der UNIFIL-Mission bilden. Außerdem erhöhte Alonso das spanische Kontingent in der ISAF-Mission der NATO in Afghanistan.
Nach den spanischen Parlamentswahlen 2008, die die Regierung Zapatero bestätigten, wurde Alonso zum Fraktionsvorsitzenden der PSOE im spanischen Abgeordnetenhaus ernannt. Er löste in diesem Amt Diego López Garrido ab, der dafür Staatssekretär für Europafragen im Außenministerium wurde.
Alonso starb 2017 an Lungenkrebs. Er war verheiratet und hatte einen Sohn.